# Xot de Cooper
El xot de Cooper (Megascops cooperi) és una espècie d'ocell de la família dels estrígids (Strigidae). Habita boscos, manglars, zones amb grans cactus i palmerars des del vessant mexicà del Pacífic, al sud-oest d'Oaxaca i Chiapas cap al sud fins al nord-oest de Costa Rica. El seu estat de conservació es considera de risc mínim.